# Sofía von Ellrichshausen
Sofía von Ellrichshausen (Bariloche, 1976) es una arquitecta, artista y académica argentino-chilena. Junto con Mauricio Pezo, en 2002 fundó la oficina Pezo von Ellrichshausen, un estudio de arte y arquitectura en Concepción, Chile .
En 2010 sus obras fueron exhibidas en la Bienal de Arquitectura de Venecia y, cuatro años más tarde, en la Royal Academy of Arts de Londres. Asimismo, su trabajo está en la colección permanente del Instituto de Arte de Chicago y el Museo de Arte Moderno de Nueva York (MoMA).

## Formación
Sofía von Ellrichshausen nació en Bariloche, Argentina en 1976. Es licenciada en arquitectura por la Universidad de Buenos Aires . Ha impartido clases en la Universidad de Cornell en Nueva York, y en la Universidad de Texas en Austin. Asimismo, es académica de la Pontificia Universidad Católica de Chile. 

## Trayectoria
Sofía von Ellrichshausen y Mauricio Pezo se conocieron en Buenos Aires para posteriormente establecerse en Concepción, donde abrieron una oficina de arquitectura y arte.
Cien House, una obra que la dupla diseñó para ellos mismos, está ubicada en uno de los suburbios de Concepción, y ha sido presentada como un ejemplo de la arquitectura contemporánea chilena por The New York Times. La Casa Poli, diseñada en 2005 por von Ellrichshausen, fue incluida en la lista de The Guardian de "Los 10 mejores edificios de hormigón", y le valió a von Ellrichshausen el "Premio al Mejor Arquitecto Chileno Joven".
Von Ellrichshausen y Pezo fueron curadores del Pabellón de Chile en la Bienal de Arquitectura de Venecia de 2008, y ella fue miembro del jurado de la Bienal de Arquitectura de Venecia de 2018.
Su obra forma parte de la colección permanente del MoMA y del Instituto de Arte de Chicago.

## Premios
Sofía von Elrrichshausen recibió, junto a Mauricio Pezo, el premio Mies Crown Hall Americas Emerge en 2014 por la Casa Poli, el premio Rice Design Alliance en 2012, y el premio de la Bienal Iberoamericana de Arquitectura y Urbanismo en 2006.